# NGC 4792
NGC 4792 ist eine Linsenförmige Galaxie vom Hubble-Typ S0 im Sternbild Rabe südlich der Ekliptik. Sie ist schätzungsweise 191 Millionen Lichtjahre von der Milchstraße entfernt und hat einen Durchmesser von etwa 40.000 Lj.
Im selben Himmelsareal befinden sich u. a. die Galaxien NGC 4782, NGC 4783, NGC 4794, NGC 4802.
Das Objekt wurde im Jahr 1882 von Ernst Wilhelm Leberecht Tempel bei seinem Besuch in Arcetri mit einem 11–Zoll–Linsenfernrohr entdeckt, der sie dabei mit „very small, round, 7′ north N.p. of NGC 4794“ beschrieb.